# Yoshio Kodaira
Yoshio Kodaira (小平 義雄, Kodaira Yoshio, 28 de janeiro de 1905 – 5 de outubro de 1949) foi um assassino em série, estuprador em série, e criminoso de guerra japonês que matou pelo menos 8 pessoas nas áreas de Tóquio e Prefeitura de Tochigi entre 1932 e 1946.
Kodaira matou o seu sogro em 1932 e mais tarde estuprou e matou pelo menos 7 mulheres entre 1945 e 1946, convidando-as para áreas florestais em Tochigi e Tóquio sob o pretexto de lhes dar comida e emprego. Kodaira foi sentenciado a morte depois de ser acusado de matar sete mulheres e foi executado em 1949. Kodaira é suspeito de ter morto outras pessoas no Japão, e confessou ter cometido crimes de guerra na China nos anos 20. No entanto, o exato número de vítimas é desconhecido.

## Vida inicial
Yoshio Kodaira nasceu a 28 de janeiro de 1905 em Tochigi, Prefeitura de Tochigi, e sofreu de disfemia durante a sua infância. Em 1923, com 18 anos, Kodaira juntou-se à Marinha Imperial Japonesa e foi-lhe atribuído um regimento marinho em Yokosuka. Em 1928, Kodaira foi destacado na China e participou no incidente de Jinan, onde pessoalmente matou seis soldados chineses. Alegadamente, Kodaira estuprou muitas mulheres na China e, uma vez nos Fortes Taku, espetou uma espada na barriga de uma mulher grávida.

## Primeiro assassinato e julgamento
Em 1932, Kodaira reformou-se do exército com o rank de sargento e casou-se pouco depois de voltar para o Japão. No entanto, a sua mulher eventualmente deixou-o porque ele tinha uma criança com outra mulher. A 2 de julho de 1932, Kodaira atacou a família da sua mulher num ataque de raiva, matando o seu sogro e ferindo outros seis com uma barra de ferro. Kodaira foi preso e sentenciado a 15 anos, mas foi libertado em liberdade condicional em 1940.

## Sete assassinatos e julgamento
Acredita-se que Kodaira tenha estuprado e assassinado 10 mulheres em Tochigi e Tóquio entre 25 de maio de 1945 e 6 de agosto de 1946. Kodaira vivia em Tóquio na altura da rendição do Japão em agosto de 1945, e usou a situação do pós-guerra para explorar mulheres vulneráveis para o seu benefício.
A 25 de maio de 1945, Kodaira estuprou e matou uma jovem de 21 anos depois de invadir um dormitório feminino da Fábrica de Roupas Navais onde ela trabalhava. Em junho, Kodaira estuprou e estrangulou até à morte uma mulher de 31 anos perto da Estação de Shin-Tochigi, e depois roubou-lhe o relógio e dinheiro. A 12 de julho, Kodaira convidou uma mulher de 22 anos na Estação de Shibuya para a floresta para trabalhar como agricultora, mas depois matou-a e roubou-lhe o dinheiro. A 15 de julho, Kodaira convidou uma mulher de 21 anos na Estação de Ikebukuro para uma quinta na floresta onde ela foi estuprada e estrangulada até à morte antes de lhe roubar o dinheiro e geta. A 28 de setembro, Kodaira convidou uma mulher de 21 anos na Estação de Tóquio para a floresta onde ele a estuprou e a estrangulou até à morte antes de lhe roubar dinheiro e roupas. A 29 de dezembro, Kodaira convidou uma mulher de 21 anos na Estação de Asakusa para trabalhar como agricultura numa aldeia montanhosa na Prefeitura de Tochigi, onde Kodaira eventualmente a violou e estrangulou até à morte e roubou-lhe dinheiro. A 6 de agosto de 1946, Kodaira assassinou uma rapariga de 17 anos quando estava a recrutar para um emprego em meados de junho, visitando a sua casa e conhecendo a mãe dela. A polícia procurou por Kodaira depois do corpo da rapariga ser descoberto a 17 de agosto, quando os seus pais reportaram o seu nome à polícia.

## Julgamento e execução
Kodaira foi preso a 20 de agosto e negou responsabilidade por três dos homicídios em tribunal. A 18 de junho de 1947, o tribunal distrital julgou-o por sete dos seus 10 suspeitados assassinatos. Uma das suas vítimas nunca foi identificada, e depois do seu quinto homicídio, Kodaira cometeu necrofilia com o cadáver. O Tribunal Supremo sentenciou-o à morte a 16 de novembro de 1948.
Kodaira foi executado a 5 de outubro de 1949 na Prisão de Miyagi em Sendai. No seu dia final, Kodaira disse "Tenho sorte em ser capaz de morrer num dia tão calmo e pacífico".

## Mídia
O terceiro segmento de Love and Crime, um filme de antologia dirigido por Teruo Ishii, é sobre Kadaira.
Baseado no seu caso, David Peace publicou o romance Tokyo Year Zero em 2007.